# Rubus raopingensis
Rubus raopingensis är en rosväxtart som beskrevs av Tse Tsun Yu och L.T. Lu. Rubus raopingensis ingår i släktet rubusar, och familjen rosväxter. Utöver nominatformen finns också underarten R. r. obtusidentatus.